# 目賀田種太郎
目賀田 種太郎（めがた たねたろう、1853年8月25日（嘉永6年7月21日） - 1926年（大正15年）9月10日）は、日本の政治家・官僚・法学者・裁判官・弁護士（代言人）・貴族院議員・国際連盟大使・枢密顧問官。男爵。専修学校（現：専修大学）の創始者の一人である。また、東京音楽学校（現：東京芸術大学）創設者の一人でもある。

## 経歴
幼少から、昌平坂学問所で漢学、開成所で数学と漢学を学び、神童と呼ばれる。16歳で静岡学問所英学世話掛から英語五等教授に就任する。その後、藩の名で上京し大学南校（現・東京大学の前身校のひとつ）に入学。在学中、イギリス留学を命じられるも、アメリカ留学を願い、大学南校第1回国費留学生となる。目賀田が渡米した1870年に米国にいた日本人学生は37人。留学先のハーバード法律学校（現：ハーバード大学）では「キリスト教徒であること」という必須条件に意を述べ、入学許可を得る。卒業して帰国後に文部省で勤め、留学生監督として再度渡米している。帰国し、退職後は司法省附属代言人や貴族院議員として活躍。横浜税関長、大蔵省主税局長、枢密院顧問官などの要職を歴任した。東京弁護士会会長も務めた。また、1904年の第一次日韓協約では日本政府から派遣されて韓国の財政顧問を務めた。1920年にジュネーヴで開かれた国際連盟第1回総会で目賀田は、石井菊次郎、林権助とともに国連大使の一人として英、仏、伊と並ぶ理事国日本を代表した。

### 専修学校の創設
1880年9月、相馬永胤・田尻稲次郎・駒井重格らと共に専修学校を創設した。実質的に日本最初の私立経済・法律学校となる。後の1913年に専修大学と改名し、1923年より正式に大学令に準拠する大学となった。
当時、東京で法律学を教える専門学校は東大法学部と司法省法学校の二つの官立学校にすぎず、東大法学部では英語で英米法を、司法省法学校ではフランス語でフランス法を教えていた中で、専修学校法律科は、初めて日本語で法律学の各学科を組織的に教えようと言う画期的なものであった。また、近代経済学の専門教育課程を組織的に教える学校は官・公・私立問わず日本にはなく、日本で初めて開校された近代経済学の学校となった。日本の教育界に新風を吹き込むものだった。

### 音楽教育への貢献
音楽教育の開祖としてもたたえられた。東京音楽学校（現：東京芸術大学）創設の基礎を築く。再渡米中に東京音楽学校初代校長の伊沢修二と出会い、日本の音楽唱歌を欧米の音楽と同化させようと共に研究を続けた。日本では、学校教育に音楽教育が取り入れられなかった時期で、1878年（明治11年）、伊沢修二と連名で音楽教育の意見書を文部大臣に提出。米国で師事したルーサー・ホワイティング・メーソン（ボストン音楽学校創立者）に働きかけ、後にメーソンは来日、日本での音楽教育の発展に貢献した。

## 略歴
- 1853年（嘉永6年）7月21日生。旗本（後静岡藩士）の長男として、江戸本所太平町に生まれた。
- 1870年（明治3年）米国留学、ハーバード法律学校（現：ハーバード大学）卒業。
- 1874年（明治7年）米国から帰国する。
- 1875年（明治8年）留学生監督として開成学校（現：東京大学）の生徒9人を引き連れて再度渡米した。生徒は 鳩山和夫、小村寿太郎、菊池武夫、斎藤修一郎、長谷川芳之助、松井直吉、原口要、平井晴二郎、南部球吾であった。のちに政財界や教育界で活躍する俊英ぞろいであった。
- 1879年（明治12年）米国から帰国する。
- 1880年（明治13年）専修学校（現：専修大学）創立、また東京音楽学校（現：東京芸術大学）創設の基礎を築いた。
- 1880年（明治13年）司法省附属代言人、東京代言人組合（現：東京弁護士会）会長。
- 1881年（明治14年）3月判事。
- 1883年（明治16年）大蔵少書記官。
- 1886年（明治19年）主税局監査課長。
- 1887年（明治20年）主税局調査課長兼監査課長。
- 1891年（明治24年）横浜税関長。
- 1894年（明治27年）大蔵省主税局長等を歴任して税制・財政制度の整備を行う。
- 1904年（明治37年）8月22日 - 貴族院勅選議員[2]
  - 10月 - 韓国財政顧問。
- 1907年（明治40年）韓国統監府財政監査長官。男爵。
- 1920年（大正9年）国際連盟第1回総会で目賀田は、石井菊次郎、林権助と共に日本代表団の一人として大使を務める。
- 1923年（大正12年）枢密顧問官。10月27日 - 貴族院議員辞職[3]。
- 1926年（大正15年）死去。

## 栄典
位階
- 1881年（明治14年）7月15日 - 正七位[4]
- 1883年（明治16年）7月16日 - 従六位[4][5]
- 1886年（明治19年）7月8日 - 正六位[4][6]
- 1891年（明治24年）12月11日 - 従五位[4][7]
- 1894年（明治27年）10月10日 - 正五位[4][8]
- 1899年（明治32年）11月20日 - 従四位[4][9]
- 1904年（明治37年）12月27日 - 正四位[4][10]
- 1916年（大正5年）9月30日 - 従三位[4][11]
- 1926年（大正15年）9月10日 - 正三位[4][12]

勲章等
- 1889年（明治22年）11月29日 - 大日本帝国憲法発布記念章[4][13]
- 1892年（明治25年）6月29日 - 勲六等瑞宝章[4][14]
- 1895年（明治28年）
  - 6月21日 - 勲五等瑞宝章[4][15]
  - 10月31日 - 勲四等瑞宝章[4][16]
- 1899年（明治32年）12月27日 - 勲三等旭日中綬章[4][17]
- 1902年（明治35年）12月28日 - 勲二等瑞宝章[4][18]
- 1906年（明治39年）4月1日 - 旭日重光章[4][19]
- 1907年（明治40年）9月23日 - 男爵[4][20]
- 1909年（明治42年）4月18日 - 皇太子渡韓記念章[4][21]
- 1912年（大正元年）8月1日 - 韓国併合記念章[4]
- 1915年（大正4年）11月10日 - 大礼記念章（大正）[4]
- 1918年（大正7年）5月23日 - 勲一等瑞宝章[4][22]
- 1920年（大正9年）11月1日 - 金杯一個[4]
- 1926年（大正15年）9月10日 - 旭日大綬章[4][12]・帝都復興記念章[23]

外国勲章佩用允許
- 1894年（明治27年）1月31日 - 安南国：ドラゴン勲章コマンドール[4]
- 1900年（明治33年）4月16日 - オーストリア＝ハンガリー帝国：フランソワジョゼフ星章付第二等勲章[4][24]
- 1902年（明治35年）10月28日
  - ベルギー王国：レオポール勲章コマンドール[4]
  - ロシア帝国：神聖スタニスラス第一等勲章[4]
- 1904年（明治37年）1月20日 - 大清帝国：第二等第二双龍宝星[4]
- 1924年（大正13年）10月8日 - ポーランド共和国：ポルスキー勲章グランクロア[4][25]

## 著作
- 『私訴犯法』
- 『羅馬（ローマ）法典』
- 『需斯知尼安（ユスティアヌス）帝法典』

## 墓所
墓は東京の池上本門寺、法名は本覺院殿仁譲日種大居士。

## 家族
- 父・目賀田幸助 ‐ 幕臣[26]
- 妻・逸子 ‐ 勝海舟の三女。その関係から海舟は、専修学校（現：専修大学）に『律増甲乙之科以正澆俗 礼崇升降之制以極頽風』（訳「法律は次々に多くの箇条を増加して人情の薄い風俗を矯正し、礼は挙措進退のきまりを尊重して頽廃した風俗を止めるものである」）という言葉を贈り、学生を激励した実録も有名である。
- 長男・目賀田綱美
- 長女・門野りよ ‐ 門野重九郎に嫁いだ（兄は幾之進。門野家の親族には清水建設創業家の清水満昭や豊年製油オーナー一族の杉山家（杉山金太郎など）などがいる）。
- 三女・高山正代 ‐ 高山直純（富士製紙、日本板紙共同販売所各役員）の妻。
- 四女・高田勇雄 ‐ 高田正一（高田小次郎三男）の妻
- 五女・長井多計代（1891-1973） ‐ 外交官の長井亜歴山（長井長義長男）に嫁いだ[27]。
- 二男・目賀田重芳 ‐ 岳父に大倉喜七郎

## 関連人物
- 伊藤博文
- 團琢磨
- 森有礼
- 岡倉天心
- 田中不二麿
- 金子堅太郎
- 徳川篤守
- 富田鐵之助